# Cryptoscatomaseter browni
Cryptoscatomaseter browni är en skalbaggsart som beskrevs av Hinton 1934. Cryptoscatomaseter browni ingår i släktet Cryptoscatomaseter och familjen Aphodiidae. Inga underarter finns listade i Catalogue of Life.